# Enicospilus laridus
Enicospilus laridus là một loài tò vò trong họ Ichneumonidae.